# Henning Jensen (Fußballspieler, 1949)
Henning Jensen (* 17. August 1949 in Nørresundby; † 4. Dezember 2017) war ein dänischer Fußballspieler. Der Offensivspieler gewann mit Borussia Mönchengladbach 1975 und 1976 die deutsche, mit Real Madrid 1978 und 1979 die spanische und mit Ajax Amsterdam 1980 die niederländische Meisterschaft. Mit den „Fohlen“ vom Bökelberg wurde er zudem 1973 DFB-Pokal- und 1975 UEFA-Cup-Sieger.

## Laufbahn
Jensen begann seine Karriere bei Nørresundby BK in Aalborg und wechselte 1972 zu Borussia Mönchengladbach. Gleich in seiner ersten Saison wurde er Stammspieler und erzielte in 33 Spielen elf Tore. Gemeinsam mit ihm wechselte sein Landsmann Allan Simonsen zu den Gladbachern. Dieser hatte Anfangsschwierigkeiten, war jedoch gemeinsam mit Henning Jensen und Jupp Heynckes im Angriff der Garant für den Gewinn der deutschen Meisterschaften 1975 und 1976. In der Saison 1974/75 gewann er im Endspiel gegen den FC Twente Enschede den UEFA-Pokal. Nachdem er bereits 1973 den DFB-Pokal gewonnen und im gleichen Jahr das Finale im UEFA-Pokal gegen den FC Liverpool verloren hatte, ging 1976 eine sehr erfolgreiche Zeit für den Dänen zu Ende. Insgesamt spielte er 125-mal in der Bundesliga, erzielte 44 Tore und war einer der besten Stürmer in den 70er Jahren, der aber selbst weniger Goalgetter als vielmehr lauffreudiger und trickreicher Einfädler war. Er wechselte zu Real Madrid, wo er 1976/77 gemeinsam mit Paul Breitner eine Saison spielte, aber Real lediglich den 9. Rang erreichte. Mit Neuzugang Uli Stielike im Mittelfeld neben Vicente del Bosque und den Angriffskollegen Santillana und Juanito wurde er 1978 und 1979 unter Trainer Luis Molowny mit Madrid spanischer Meister und wechselte dann zu Ajax Amsterdam, wo er 1980 niederländischer Meister wurde. Seine Karriere beendete er in den 1980er Jahren in Dänemark bei Aarhus GF und seinem ursprünglichen Club Nørresundby BK.
In der dänischen Nationalmannschaft spielte er zwischen 1972 und 1980, jedoch ohne größere Erfolge, die Dänemark erst unter Trainer Josef Piontek ab 1982 erreichen sollte. Er bestritt insgesamt 21 Länderspiele und erzielte neun Tore. Er nahm erfolglos an drei WM-Qualifikationsrunden vor den Weltmeisterschaften 1974, 1978 und 1982 gegen Mannschaften wie Schottland, Zypern, Jugoslawien, Griechenland und Italien teil.
Henning Jensen starb am 4. Dezember 2017 im Alter von 68 Jahren infolge einer Krebserkrankung.